# Margretelund, Stockholm

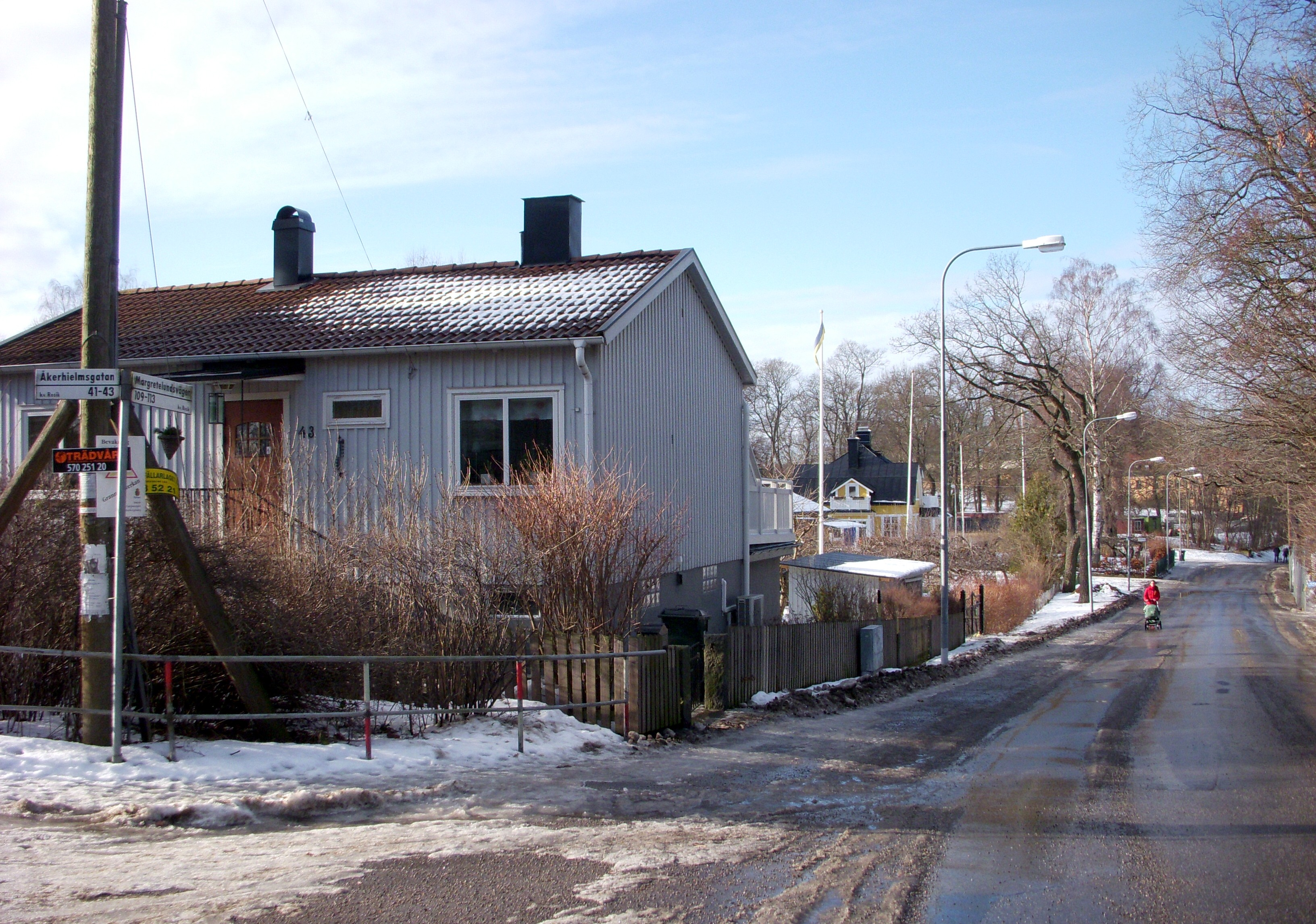
Margretelundsvägen, februari 2012.

Margretelund är ett informellt område i Ulvsunda i Bromma, Stockholms kommun, uppkallat efter Margretelunds gård, uppförd 1830.
Gården förvärvades 1904 av Stockholms stad och har använts bland annat som sommarläger av KFUM.
Inom området finns Ulvsundavikens Varvsförening, som nu utnyttjas för vinteruppläggning av båtar för de fem båtklubbarna Margretelunds Båtsällskap (MBS), Minnebergs Båtklubb (MBK), Ulvsunda Båtsällskap (UBS), Rålambshovs Båtklubb (RBK) och Johannesfreds Båtklubb (JBK). Utöver varvsföreningen finns även fristående båtklubbar som Kristinebergs Båtklubb (KBK), Stockholms Segelklubb (SSK), Tranebergs Segelsällskap (TSS), Rörstrands Båtklubb (RBK), Bromma Båtsällskap och Motorbåtsklubben Tre Kronor.
Längs Ulvsundasjöns strand leder Margretelundsvägen och Ulvsundabron, en ny bro för Tvärbanan, sträcker sig härifrån till Ulvsunda industriområde.